# جبر ژنتیکی
جبر ژنتیکی عقیده‌ای است مبتنی بر اینکه ژن‌ها تمام خصوصیات فیزیکی و رفتاری بشر را از قبل تعیین کرده‌اند. معمولاً منظور از اصطلاح، اشاره به این است که رفتارهای بشر همگی قابل تعقیب به یک ژن یا مجموعه‌ای از ژنهاست. اگر چه اثبات شده‌است که عوامل ارثی بخش مهمی از نحوه رفتار انسان را تعیین می‌کند، اما اثرات عوامل غیر ژنتیکی قابل انکار نیست.